# Воломин
Воло̀мин (на полски: Wołomin) е град в Полша, Мазовско войводство. Административен център е на Воломински окръг, както и на градско-селската Воломинска община. Заема площ от 17,24 км2. Част е от Варшавската агломерация.

## География
Градът се намира в историческата област Мазовия. Разположен е на 20 километра североизточно от центъра на Варшава.

## История
За пръв път селището се споменава в писмен източник през 1428 година. Получава градски права на 4 февруари 1919 година.
В периода (1978 – 1998) е част от Варшавското войводство.

## Население
Населението на града възлиза на 37 117 души (2010). Гъстотата е 2 152,96 души/км2.

## Административно деление
Административно градът е разделен на 15 микрорайони(ошедли).
| - Виленска - Воломинек - Кобилковска - Липинска - Нафта | - Неподлеглошчи - Партизатув - Полна-Асника - Рея - Славек | - Славек-Нова Веш - Слонечна-Кольоня Грудек - Соснувка - Центрум - 1 май |

## Личности

### Родени в града
- Влоджимеж Пянка – езиковед
- Роберт Матеушяк – бадминтонист
- Мечислав Полукард – мотоциклетен състезател
- Анджей Пшипковски – писател
- Ян Романчик – сержант от Армия Крайова, батальон „Мьотла“

## Градове партньори
- Салерно, Италия
- Йешилюрт, Турция